# Albert C. Eibl

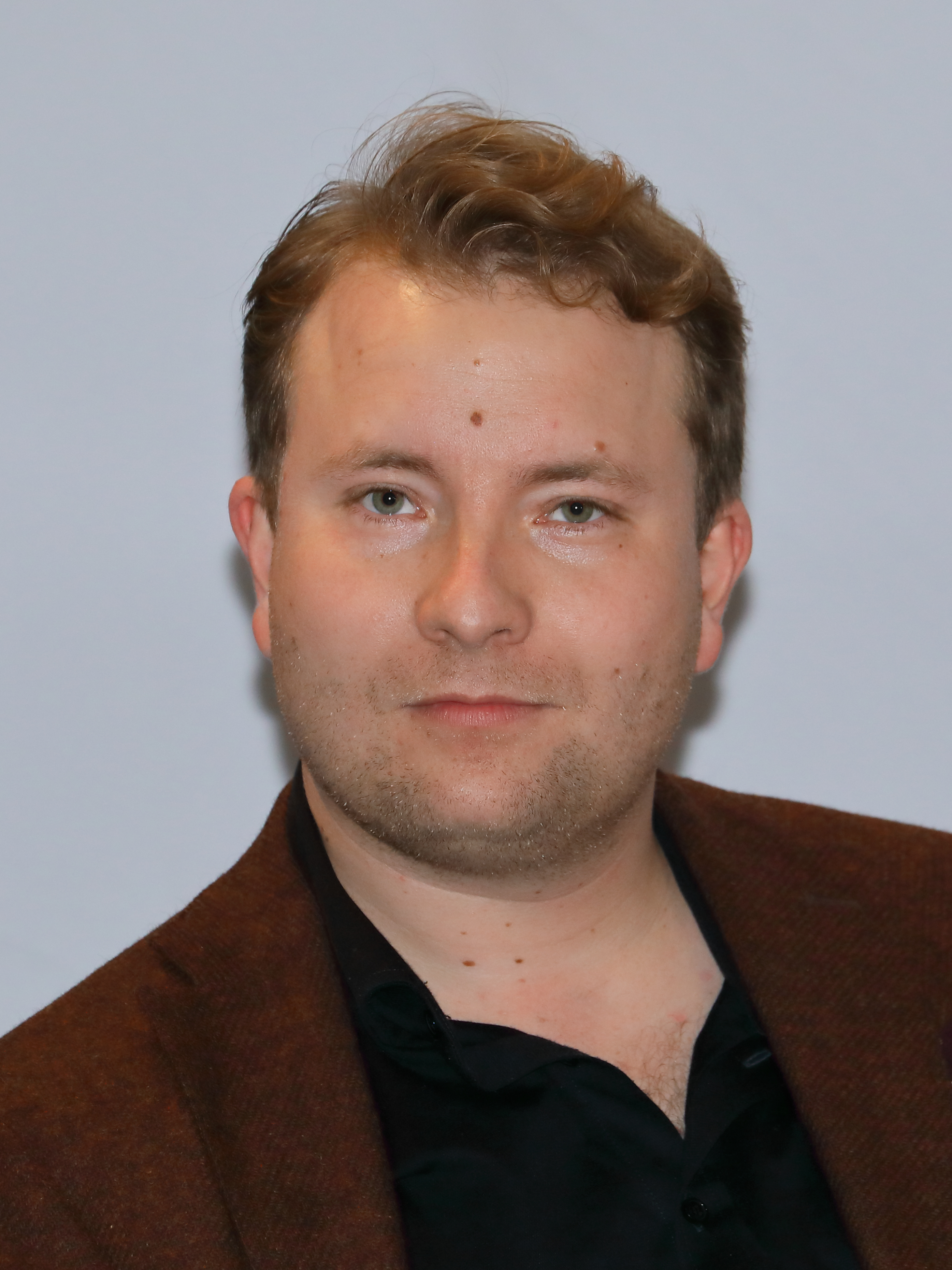
Albert C. Eibl

Albert C. Eibl (* 28. Juli 1990 in München) ist ein in Wien lebender deutscher Verleger, Germanist, Publizist und Autor.

## Ausbildung
Eibl wuchs zunächst in München auf und besuchte dann die Europäische Schule in Varese. Anschließend studierte er Germanistik, Philosophie und Politikwissenschaft in Zürich, u. a. bei Wolfram Groddeck. Nach einer Hospitanz in der Kulturredaktion der Mittelbayerischen Zeitung in Regensburg und bei Claudius Seidl und Volker Weidermann im Feuilleton der Frankfurter Allgemeinen Sonntagszeitung in Berlin schloss er seinen Master in Deutscher Philologie an der Universität Wien bei Michael Rohrwasser mit einer Arbeit zum oppositionell-subversiven Schreiben Ernst Jüngers ab. Im Juni 2020 legte er die in Fachmedien vielbesprochene Monographie „Der Waldgang des Abenteuerlichen Herzens. Zu Ernst Jüngers Ästhetik des Widerstands im Schatten des Hakenkreuzes“ vor, in der er seine bisherige Forschung zum Leben und Werk Ernst Jüngers zusammenfasste. Eibl promoviert derzeit bei Oliver Lubrich an der Universität Bern über die Poetik des „verdeckten Schreibens“ in unterschiedlichen Epochen der Zensur.

## Verlegerische Tätigkeit
2014 gründete Eibl in Wien den Verlag Das vergessene Buch (DVB), der es sich nach eigener Aussage zur Aufgabe macht, zu Unrecht vergessene Werke der deutschsprachigen Literatur dem Lesepublikum neu zugänglich zu machen. Unter anderem brachte er erstmals Werke der in der Zwischenkriegszeit bekannten, aber nach 1945 vergessenen österreichisch-jüdischen Autorinnen Maria Lazar, Marta Karlweis und Else Jerusalem neu heraus. Der Verleger und sein Verlag wurden im Mai 2024 mit dem vom Karl-Renner-Institut der SPÖ vergebenen Bruno-Kreisky-Preis für besondere verlegerische Leistungen ausgezeichnet.
Im Dezember 2018 wurde Eibl von der dtv-Verlegerin Claudia Baumhöver als externer Projektmanager für die Projektsteuerung der zehnbändigen Ausgabe Sämtliche Schriften – Berner Ausgabe Alexander von Humboldts (hg. v. Oliver Lubrich und Thomas Nehrlich) bestellt. Die 7000 Seiten umfassende Ausgabe erschien im August 2019 zum 250. Geburtstag Humboldts.
Im Sommer 2020 sorgte Eibl mit der Erstveröffentlichung des lange verschollenen Romans Leben verboten! von Maria Lazar für Aufsehen. Der Roman, der im von der Weltwirtschaftskrise gebeutelten Berlin und Wien des Jahres 1931 spielt, wurde von Denis Scheck im SWR lesenswert Quartett besprochen und im Juli 2020 zum Ö1 Buch des Monats gewählt. Angeregt durch den Publizisten Alexander von Schönburg legte Eibl im Oktober 2020 den vergessenen Auschwitzroman Ferien am Waldsee des ungarisch-jüdischen Kunsthändlers, Autors und Holocaustüberlebenden Carl Laszlo neu auf. Auch diese Veröffentlichung zeitigte größeres mediales Echo im In- und Ausland.
Im Herbst 2022 reiste Eibl auf Einladung der Enkelin Maria Lazars nach Nottingham, um den Gesamtnachlass der österreichisch-jüdischen Exilautorin erstmals vollständig zu sichten und zu katalogisieren. Der österreichische Radiosender Ö1 widmete dieser Reise in der Sendereihe „Tonspuren“ im März 2023 ein ausführliches Feature. Ende 2022 kam der Nachlass Lazars als Schenkung an die Österreichische Exilbibliothek im Literaturhaus Wien. Die Vermarktungsrechte am Nachlass liegen weiterhin bei Eibls Verlag Das vergessene Buch. Die Bühnen- und Aufführungsrechte an einigen bislang noch unaufgeführten Theaterstücken Maria Lazars hat Eibl dem Verlag Thomas Sessler übertragen.
Dank Eibls Bemühungen schreitet auch die Wiederentdeckung der Dramatikerin Maria Lazar an Bühnen in Österreich und Deutschland kontinuierlich voran.
Eibl ist seit 2024 Erster Vorsitzender der Ernst und Friedrich Georg Jünger-Gesellschaft e. V., seit 2025 Mitherausgeber der bei Klostermann erscheinenden Jünger-Debatte sowie langjähriges Mitglied des Round Table und des Österreichischen PEN-Clubs. Als Publizist schreibt er in unregelmäßigen Abständen für diverse Medien, darunter profil, Der Falter und Die Presse.

## Veröffentlichungen

### Monographien
- Der Waldgang des „Abenteuerlichen Herzens“. Zu Ernst Jüngers Ästhetik des Widerstands im Schatten des Hakenkreuzes. Winter, Heidelberg 2020, ISBN 978-3-8253-6957-6.

- Ästhetik des Ungehorsams. Interventionen im digitalen Zeitalter (zusammen mit Jan Juhani Steinmann). Wieser, Klagenfurt 2024, ISBN 978-3-99029-638-7.[20]
- Mond und Meereswoge. Gedichte. Wieser, Klagenfurt 2025, ISBN 978-3-99029-681-3.[21]

### Aufsätze und Artikel (Auswahl)
- Das Rätsel des Dichters und der Liebe. Zu Goethes Elegie Alexis und Dora. In: Kritische Ausgabe – Zeitschrift für Germanistik & Literatur. Nr. 26 (2014): »Ende«. S. 73–79
- Der Tod des Erzählers ist die Geburt des Ich. Zu Rainald Goetz‘ Geschichte der Gegenwart im neuen Jahrtausend. In: Kritische Ausgabe – Zeitschrift für Germanistik & Literatur. Nr. 27 (2014): „Arbeit“. S. 73–77.
- Souveränität und Maskierung als Ästhetik des Widerstands. Zu Ernst Jüngers zweiter Fassung des Abenteuerlichen Herzens. In: Kritische Ausgabe – Zeitschrift für Germanistik & Literatur. Nr. 28/29 (2015): „Glaube“. S. 101–105.
- Gegen das literarische Vergessen. Ein Geleitwort des Verlegers. In: Marta Karlweis: Ein österreichischer Don Juan. DVB Verlag, Wien 2015. S. 266–270.
- „Meine Stimme interessiert mich nicht.“ Interview mit Christian Brückner für das österreichische Nachrichtenmagazin PROFIL (10. Okt. 2016).
- Das große Ich-bin-ich: Der neue Glavinic-Roman „Der Jonas-Komplex“[22]. In: PROFIL, 19. April 2016.
- Die Vermessung der Welt von gestern. Klaus Nüchterns „Kontinent Doderer“ lädt zur Wiederentdeckung eines modernen Klassikers ein.[23] In: literaturkritik.de, 10. Januar 2017.
- Der Waldgang des ‚Abenteuerlichen Herzens‘. Zu Ernst Jüngers Ästhetik des Widerstands im Schatten des Hakenkreuzes. In: Jünger-Debatte 2. Hrsg. v. Thomas Bantle, Alexander Pschera und Peter Trawny. Klostermann, Frankfurt a. M. 2019. S. 139–152.
- Zum 250. Geburtstag des großen Naturforschers. Darum ist Humboldt so aktuell wie nie zuvor. In: bild.de, 14. Sept. 2019.[24]
- Zum Geleit. In: Carl Laszlo: Ferien am Waldsee. Erinnerungen eines Überlebenden. DVB Verlag, Wien 2020. S. 7–13.
- „Trollgarn“ und „Netzverfitzung“. Poetologische Anmerkungen zu Jüngers Briefen aus Norwegen. In: Jünger-Debatte 4. Hrsg. v. Thomas Bantle, Alexander Pschera und Peter Trawny. Klostermann, Frankfurt a. M. 2021. S. 37–48.
- Macht und Hybris in der Höhle des Ali Baba. Über Martin Mosebachs Roman „Krass“[25]. In: DER FALTER, 5. März 2021
- Im Land des Feuers. Rezension zu Banines Kindheitserinnerungen „Kaukasische Tage“. In: DIE PRESSE, 2. Juni 2022.
- Geschrieben in dunkelsten Momenten. Ein Schatz aus dem Nachlass: Grete Weils erster Roman „Der Weg zur Grenze“. In: DIE PRESSE, 5. Januar 2023.
- Kriegswunden und sadistische Pflegeriten. Rezension zu Louis-Ferdinand Celines Roman Krieg.[26] In: DIE PRESSE, 27. Januar 2024.
- Nicht so fern von Karl May, wie man glaubt. Ernst Jüngers Abenteuerliches Herz und Alexander Lernet-Holenias Mars im Widder. In: Jünger-Debatte 7. Hrsg. v. Alexander Pschera und Peter Trawny. Klostermann, Frankfurt a. M. 2024, S. 157–168.
- Zur Wiederentdeckung der politischen Schriftstellerin Maria Lazar. Eine Vorbemerkung. In: Sinn und Form. Hrsg. v. der Akademie der Künste (Berlin), 77. Jahr, Mai/Juni 2025, Drittes Heft, S. 320–325.

### Als Herausgeber
- Carl Laszlo: Ferien am Waldsee. Erinnerungen eines Überlebenden. Hrsg. u. mit einem Geleitwort von Albert C. Eibl. Mit einem Nachwort von Alexander von Schönburg und Fotografien von Andreas Baier. Das vergessene Buch, Wien 2020. 2., erweiterte Auflage 2021, ISBN 978-3-903244-12-2.[27], Taschenbuchausgabe 2023 bei btb.[28]
- Maria Lazar: Viermal ICH. Ein Roman. Erstmals aus dem Nachlass hrsg. u. mit einem Nachwort von Albert C. Eibl. Das vergessene Buch, Wien 2023. ISBN 978-3-903244-26-9.[29]
- Maria Lazar: Zwei Soldaten. Erstmals aus dem Nachlass hrsg. u. mit einem Nachwort von Albert C. Eibl. Das vergessene Buch, Wien 2023. ISBN 978-3-903244-28-3.[30]
- Maria Lazar: An meinen unbekannten Leser. Gedichte und Photographien. Erstmals aus dem Nachlass hrsg. u. mit einem Nachwort von Albert C. Eibl. Das vergessene Buch, Wien 2023. ISBN 978-3-903244-30-6.[31]
- Maria Lazar: Die vergessenen Theaterstücke. Der blinde Passagier, Die Hölle auf Erden & Die Liebe höret immer auf. Erstmals aus dem Nachlass herausgegeben von Albert C. Eibl. Mit einem Nachwort von Simon Strauß. Das vergessene Buch, Wien 2024. ISBN 978-3-903244-37-5.[32]

## Auszeichnungen
- 2023: Bruno-Kreisky-Preis für das politische Buch; Sonderpreis für besondere verlegerische Leistungen.[33]